# Lola Iturbe
Dolores Iturbe Arizcuren (Barcelona, 1 d'agost de 1902 - Gijón, 5 de gener de 1990), també coneguda com a Lola, Kyralina i Libertad, va ser una destacada activista anarquista barcelonina durant la Segona República i maqui de la Resistència a l'ocupació nazi de França.
Era filla de Micaela Iturbe, mare soltera, d'origen navarrès. Treballà com a minyona, pantalonera des de nena i autodidacta. Membre de la Confederació Nacional del Treball (CNT), va ser una de la fundadores del moviment anarcofeminista Mujeres Libres, passant a ser d'administradora de la revista Mujeres Libres i en la qual publicà textos sota els pseudònims Libertad i Kyralinai. També contribuí a fundar el Comitè de Milícies Antifeixistes durant la Guerra Civil, escrivint a Tierra y Libertad les cròniques de guerra en el front d'Aragó. En acabar el conflicte es va exiliar a França amb el seu company, Juan Manuel Molina, Juanel. Junts van formar part de la Resistència francesa.
Durant els anys 1970 va col·laborar a la revista Mujeres Libres. En diversos moments de la vida col·laborà en diferents periòdics anarquistes, com ara Acción Social Obrera, España Libre, Espoir, Exilio, Faro, La Hora de Mañana, El Libertario, Polémica, Proa, Suplemento de Tierra y Libertad, etc.
A més dels seus articles a la premsa, és autora del llibre La mujer en la lucha social y en la Guerra Civil de España (1974 i 2004). El 1986 participà en la pel·lícula documental ...De toda la vida, de Lisa Berger i Carol Mazer, sobre l'organització Mujeres Libres, la participació d'aquestes dones en la Guerra Civil espanyola i la seva lluita com a dones anarquistes.
El març de 2023, va ser una de les personalitats homenatjades per l'Ajuntament de Barcelona en la campanya Ciutat de Dones.